# Danexit

Lage von Dänemark in der EU

Danexit (oder Dexit) steht als künstliche Wortschöpfung für den hypothetischen Austritt Dänemarks aus der Europäischen Union (EU), wie er von dänischen Rechtspopulisten und Nationalisten nach dem Vorbild des Brexit anvisiert wird. Das Wort ist eine analoge Bildung zum Begriff Brexit, der für den EU-Austritt des Vereinigten Königreichs steht, und somit ein Kofferwort aus „Dan“ (für Danmark) und „exit“ (englisch für „Austritt“).

## Geschichte
Dänemark gehört seit 1973 der EU an. Die Dänen stimmten 1992 gegen den Vertrag von Maastricht, der nach dem Nein aus Kopenhagen nachverhandelt werden musste. Im Jahr 2000 entschied man sich knapp dafür, den Euro nicht als neue Währung einführen zu wollen. Umfragen zufolge wünscht eine Mehrheit der Befragten einen Verbleib in der EU. Die Europäische Kommission führt jährlich Meinungsumfragen durch, laut denen sich zwischen der Hälfte und drei Viertel der Befragten für einen Verbleib in der EU aussprechen. Lediglich in einer 2016 durchgeführten Umfrage des privaten Meinungsinstituts A4V, das vom Abgeordneten der Dansk Folkeparti (DF), Erik Høgh-Sørensen, geleitet wird, war ein Drittel der Befragten dafür, bei einem Austritt Großbritanniens zu einem späteren Zeitpunkt über die Beziehungen ihres Landes zu Brüssel mit einem Referendum abstimmen lassen. Auch dabei sprachen sich 27 % der Befragten für einen sofortigen Austritt aus der EU aus und 30 % der Befragten plädierten für einen Verbleib in der EU, während sich 43 % nicht festlegen wollten oder keine Meinung dazu hatten.
Der dänische EU-Austritt wird von einigen Politikern der rechtspopulistischen Dansk Folkeparti vertreten. Die liberale Partei Venstre ist wie die übrigen Parteien gegen einen EU-Austritt. Vertreter der dänischen Rechtspopulisten hatten bereits im Vorfeld der britischen Abstimmung vom 23. Juni 2016 ein eigenes Referendum über einen EU-Austritt gefordert. Der dänische Parlamentsabgeordnete Kenneth Kristensen Berth sagte hierzu 2016 in einem Interview: „Im Moment warten wir die Ergebnisse der britischen Verhandlungen mit der EU ab; darauf, welches Verhältnis Großbritannien mit der EU eingehen wird. Ich bin mir ziemlich sicher, dass das Ergebnis so sein wird, dass es interessant sein könnte, auch die dänischen Wähler darüber abstimmen zu lassen.“ Morten Messerschmidt, ebenfalls Mitglied der Dansk Folkeparti prognostizierte Anfang 2020, dass sein Land die Europäische Union innerhalb der nächsten 10 Jahre verlassen werde. Er glaube, dass der Brexit ein großer Erfolg sein werde.

## Meinungsumfragen
| Durchgeführt im | Durchgeführt von  | Für einen Verbleib | Für einen Austritt | Unentschlossen                       |      |      |      |
| --------------- | ----------------- | ------------------ | ------------------ | ------------------------------------ | ---- | ---- | ---- |
| Durchgeführt im | Durchgeführt von  | März 2023          | YouGov/Eurotrack   | Unentschlossen                       | 68 % | 16 % | 16 % |
| Februar 2021    | YouGov/Eurotrack  | 62 %               | 23 %               | 12 %                                 |      |      |      |
| April 2020      | Sentio            | 39%                | 39%                | 22%                                  |      |      |      |
| November 2019   | Eurobarometer     | 63 %               | 26 %               | 11 %                                 |      |      |      |
| April 2019      | Sentio            | 41%                | 43%                | 2%                                   |      |      |      |
| November 2018   | Eurobarometer     | 60 %               | 31 %               | 9 %                                  |      |      |      |
| November 2017   | Eurobarometer     | 52 %               | 37 %               | 11 %                                 |      |      |      |
| November 2016   | Eurobarometer     | 57 %               | 39 %               | 4 %                                  |      |      |      |
| April 2016      | Analyseenheden 4V | 30 %               | 27 %               | 34 % (abwarten) / 9 % (keine Ahnung) |      |      |      |
| November 2015   | Eurobarometer     | 65 %               | 30 %               | 5 %                                  |      |      |      |
| November 2014   | Eurobarometer     | 73 %               | 25 %               | 2 %                                  |      |      |      |
| November 2013   | Eurobarometer     | 75 %               | 22 %               | 3 %                                  |      |      |      |

## Austrittsbestrebungen in anderen europäischen Ländern
In einigen europäischen Ländern gibt es Gruppierungen, die ebenfalls einen Austritt aus der Europäischen Union anstreben. In Anlehnung an die Bezeichnung „Brexit“ für den Austritt des Vereinigten Königreichs ist in diesem Zusammenhang die Rede von Dexit (Deutschland), Frexit (Frankreich), Grexit (Griechenland), Italexit (Italien), Nexit (Niederlande) oder Öxit (Österreich).

## Belege
1. ↑   Danexit könnte dem Brexit folgen, 13. April 2016
2. ↑  Julie Eriksen:  Den våde drøm om Dexit bliver et mareridt: »Det er på tide, at vi danskere anerkender nogle fundamentale sandheder om vores lille, hyggelige land« In: Politiken, 23. Juni 2020. Abgerufen am 24. Juli 2020 (dänisch).
3. ↑   JV mener: Tak for klar DF-udmelding In: JydskeVestkysten, 7. Juni 2020. Abgerufen am 24. Juli 2020 (dänisch).
4. ↑  Helmut Steuer, Martina Meister, Boris Kálnoky, Jörg Winterbauer, Hans-Jörg Schmidt, Sarah Maria Brech: Diese Länder könnten die nächsten Exit-Kandidaten sein. WELT. 25. Juni 2016
5. 1 2  Danexit after Brexit? Summary (Memento vom 13. Januar 2020 im Internet Archive) a4v vom 11.–12. April 2016
6. ↑  Miriam Arndts: Wie wahrscheinlich ist ein dänisches EU-Referendum?. Deutschlandfunk Kultur. 1. August 2016:
7. ↑  Andreas Karker: Morten Messerschmidt: Vi er meldt ud af EU inden 2030 B.T. 12. Januar 2020
8. ↑  YouGov / Eurotrack Survey Results March 2023. YouGov/Eurotrack, März 2023.
9. ↑  YouGov / Eurotrack Survey Results February 2021. YouGov/Eurotrack, Februar 2021.
10. ↑  https://www.folkebevaegelsen.dk/folkebevaegelsen-mod-eu-repraesentativ-maaling-viser-danskerne-delte-i-spoergsmaalet-om-eu-medlemskab/ People's Movement against the EU: A representative poll shows Danes divided in the question of EU membership, People's Movement against the EU, 8 April 2020 
The poll question was: If a Nordic cooperation could be established, consisting of Denmark, Finland, Iceland, Norway and Sweden with common policies within a great number of issues, e.g. environment, judicial and foreign policy, as well as trade agreements with the EU and other countries – and you had the choice between Denmark participating in the Nordic cooperation or be a member of the EU. Then what would you vote for?
11. ↑  Eurobarometer 2019. Europäische Kommission
12. ↑  Most Danes want Nordic cooperation before EU membership (Memento vom 13. April 2021 im Internet Archive) Arbejderen, 26 April 2019 (in Danish)
13. ↑  Eurobarometer 2018. Europäische Kommission
14. ↑  Eurobarometer 2017. Europäische Kommission
15. ↑  Eurobarometer 2016. Europäische Kommission
16. ↑  Eurobarometer 2015. Europäische Kommission
17. ↑  Eurobarometer 2014. Europäische Kommission
18. ↑  Eurobarometer 2013. Europäische Kommission